# Перуанский политический кризис (с 2017)
Перуанский политический кризис 2017 года — продолжающийся период политической нестабильности в Республике Перу, который первоначально произошел между правительством Педро Пабло Кучински и союзными партиями против фухимористского Конгресса.
Кризис возник на рубеже 2016—2017 годов, когда поляризация привела к расколу между исполнительной и законодательной властью. Кучински ушел в отставку в марте 2018 года после скандала с подкупом голосов. Его преемник, Мартин Вискарра, инициировал ряд антикоррупционных реформ. После ряда споров с Конгрессом, возглавляемым фухимористами, Вискарра распустил этот орган и назначил внеочередные выборы, которые состоялись в январе 2020 года. После неудачной попытки импичмента, предпринятой Конгрессом, Вискарра был смещен Конгрессом во главе с Мануэлем Мерино. Отстранение было встречено массовыми беспорядками, и Мерино был смещён через 5 дней после двух смертей в ходе протестов. Подавление беспорядков было широко осуждено правозащитными организациями.
Позднее Конгресс выбрал Франсиско Сагасти для руководства переходным правительством. После всеобщих выборов в Перу в 2021 году возник кризис между сторонниками Педро Кастильо и фухимористами во главе с Кейко Фухимори. После того как многочисленные попытки сместить Кастильо оказались безуспешными, в апреле 2022 года начались массовые беспорядки. В декабре 2022 года Кастильо предпринял попытку переворота, после чего ему был объявлен импичмент и он был отстранен от должности. Кастильо был заменен на Дину Болуарте, что привело к протестам. Протесты переросли в насилие, что привело к жестоким репрессиям и обвинениям в нарушении прав человека.

## Периодизация
На данный момент кризис можно разделить на десять периодов. Первый период, или «первый кризис», был обусловлен серией событий, официально начавшихся 15 сентября 2017 года, которые привели к полному расколу государства на две части. С одной стороны — исполнительная власть, именуемая «официозом», во главе с конституционно избранным президентом Педро Пабло Кучински, а с другой — Конгресс Республики Перу, контролируемый в основном фухимористской партией «Народная сила», называющей себя «оппозицией», во главе с её лидером Кейко Фухимори. 13 октября Конгресс Республики, в котором доминировала оппозиция, возобновил отношения с правящей партией, хотя и в хрупкой форме.
Второй период, или «второй кризис», связан с престижем, который потерял тогдашний президент республики Педро Пабло Кучински после того, как был разоблачён якобы приписываемый ему конфликт интересов; когда он был государственным министром в правительстве Алехандро Толедо (2001—2006), одна из его консалтинговых фирм, состоящая из одного человека, оказывала профессиональные услуги компании Odebrecht и получила значительные выплаты. До этого момента Кучински последовательно отрицал наличие каких-либо трудовых отношений с этой компанией. Всё это привело к первому официальному запросу об отстранении президента от должности в связи с «моральной недееспособностью» за неизменную ложь о его связи с компанией Odebrecht, что соответствовало действующей конституции. Однако эта попытка импичмента провалилась. Вскоре после этого Кучински помиловал бывшего президента Альберто Фухимори, отбывавшего 25-летний срок за преступления против прав человека. Это решение вызвало массовые протесты в нескольких городах, отставку трёх его министров и резкую критику со стороны широкого круга деятелей. Затем, 28 февраля 2018 года, по настоянию APRA и фуджиморизма был принят закон Малдера. Закон запрещал государственную рекламу в частных СМИ. Вскоре после этого появился второй запрос на вакансию президента, выдвинутый левыми и поддержанный фуджимористами из «Народной силы».
Третий период, или «третий кризис», начался за несколько дней до обсуждения Конгрессом запроса на вакансию, когда 20 марта 2018 года фуджимористы обнародовали видео и аудиозаписи, свидетельствующие о том, что правительственные операторы, включая министра, вели переговоры с конгрессменом от «Народной силы», чтобы купить его голос против вакансии в обмен на работы для его региона. На следующий день президент направил в Конгресс своё заявление об отставке, которое было принято 23 марта 2018 года. В тот же день инженер Мартин Вискарра был приведён к присяге в качестве нового президента, поскольку он находился в линии преемственности как первый вице-президент Республики.
Четвёртый период, или «четвёртый кризис», начался 7 июля 2018 года, когда портал IDL-Reporters обнародовал аудиозаписи CNM Audios, которые раскрывают предполагаемые предложения о наказаниях, приказах и благодарностях за услуги или переговоры о продвижении по службе. Чиновники Национального совета магистратуры (орган государственного министерства, связанный с различными общественными деятелями, такими как политики, промышленники и спортсмены, возглавляемый адвокатом Сезаром Хинострозой), вызвали так называемые марши против коррупции с требованием «убрать всех», относящимся к политикам в целом и к конгрессу в частности. Действующий президент республики Мартин Вискарра во время своего выступления по случаю национальных праздников заявил, что созовёт референдум о непереизбрании конгрессменов и членов Магистратуры. Референдум состоялся и вызвал относительное спокойствие, победила официальная позиция Вискарры.
Пятый период, или «пятый кризис», начался 31 декабря 2018 года, когда прокурор страны Педро Чаварри в часы наступления нового 2019 года отстранил прокуроров Хосе Доминго Переса и Рафаэля Вела Барба, отвечавших за дело о политике Кейко Фухимори и бывшего президента Алана Гарсии. В тот же день правительство во главе с президентом Вискаррой, включая оба сектора оппозиции, правых и левых политических сил, подняло целую волну в СМИ против этого решения и против своей собственной фигуры прокурора, требуя его отставки. Последствием, материализованным 2 января 2019 года, стал приказ Чаварри о замене прокуроров Переса и Велы.
Шестой период, или «шестой кризис», начался 29 мая 2019 года, когда президент Вискарра обвинил Конгресс в затягивании утверждения пакета политических реформ (одна из них, о парламентском иммунитете, была отложена Комитетом по Конституции без дальнейшего обсуждения) и поставил вопрос о доверии для утверждения шести из них в установленный срок. Конгресс одобрил вопрос доверия 5 июня 2019 года и ускорил утверждение заключений, внеся различные изменения в первоначальные проекты исполнительной власти. 25 июля 2019 года все они были утверждены, хотя два из них, имея конституционный характер, ожидали окончательного утверждения во втором законодательном органе.
Седьмой период, или «седьмой кризис», начался 28 июля 2019 года, когда в послании к нации Вискарра указал на то, что один из основных проектов политической реформы — проект парламентского иммунитета (который предполагал снятие иммунитета судебной властью, а не самим Конгрессом) — не был утверждён по существу; он также упрекнул Конгресс в том, что тот продолжает «прикрывать» прокурора Чаварри и других деятелей, связанных с «Белыми шеями порта» (дело CNM Audios). На этом фоне Вискарра предложил перенести всеобщие выборы (президента и Конгресса), одобрение которых предполагало, что это можно сделать через референдум. После более чем месячных дебатов Конституционная комиссия Конгресса отложила этот проект, посчитав его неконституционным. Через несколько дней Конгресс назначил выборы новых судей Конституционного суда, однако исполнительная власть объявила, что представит новый вопрос о доверии для внесения изменений в Органический закон о суде, касающийся механизма выборов указанных судей, чтобы гарантировать его прозрачность и иметь возможность применить его на текущих выборах. Утром 30 сентября 2019 года Конгресс принял решение продолжить выборы трибунов, избрав первым магистратом Гонсало Ортиса де Зевальоса Олаэчеа и отложив до второй половины того же дня дебаты по вопросу о доверии. Когда дебаты закончились и вопрос о доверии был утверждён, президент Вискарра обратился с посланием к нации, объявив, что распускает Конгресс, считая, что ему фактически отказано в доверии, поскольку он продолжал выборы магистрата. Согласно Конституции, когда Конгресс во второй раз отказывает в доверии исполнительной власти, президент имеет право распустить Конгресс (первый отказ в доверии был вынесен кабинету Завалы в правительстве Кучинского, поскольку правительство Вискарры считается продолжением этого правительства). Исполнительная власть назначила выборы в новый Конгресс, которые были назначены на январь 2020 года.